# Schlegelsreit
Schlegelsreit ist ein Gemeindeteil des Marktes Velden im niederbayerischen Landkreis Landshut.

## Lage
Schegelstreit liegt 1,5 km südöstlich der großen Vils etwa 2,5 km südwestlich von Velden.

Photovoltaik-Anlagen auf den Dächern von Schlegelsreit von Südsüdwest

## Geschichte

Schlegelsreit 2

Der Weiler hieß früher nur Reith, wie er in alten Veldener Pfarrmatrikeln geführt wird. Ursprünglich gehörte der Ort zur Obmannschaft Putzenberg im kurfürstlichen Landgericht Biburg.
Schlegelsreit lag früher in der Gemeinde Babing. Am 1. Januar 1972 wurde die Gemeinde Babing mit den Orten Baueröd, Eberlsöd, Eggersgrub, Eichten, Erlach, Futteröd, Giglberg, Haid, Hinteröd, Irreck, Lahn, Nehaid, Oberbabing, Putzenberg, Rimberg, Schlegelsreit, Schöllamühle, Spindlhäusl, Spitzlbach, Stietenöd, Vils, Walding und Willgrub zur Marktgemeinde Velden (Vils) eingemeindet.

## Filialkirche St. Andreas
Die Filialkirche St. Andreas steht in Schlegelsreit zwischen Haus Nr. 1 und 2. Der spätgotische Bau des 15. Jahrhunderts mit eingezogenem Chor, Westturm quadratisch mit oktogonalem Aufsatz und Spitzhelm ist in die Liste der Baudenkmäler eingetragen.

## Schlegelsreit 2 Remise
Die Remise des noch weitestgehend im ursprünglichen Zustand erhaltenen Vierseithofs des 19. Jahrhunderts (eventuell älter) mit modernen Wohngebäude, zeigt an seinen beiden Giebelseiten reiches und hochwertiges neugotisches Zierwerk.